# 황찬현
황찬현(黃贊鉉, 1953년 7월 2일~)은 대한민국의 판사 출신 법조인으로, 제23대 감사원장을 역임하였다. 경남 마산 출신이다.

## 학력
- 1971년 2월: 마산고등학교 졸업
- 1976년 2월: 서울대학교 법학 학사
- 1979년 8월: 서울대학교 대학원 법학 석사
- 2005년 8월: 서울시립대학교 대학원 법학박사과정 수료

## 경력
- 1980년: 제22회 사법시험 합격.
- 1982년: 제12기 사법연수원 12기 수료.
- 1982년~1983년: 수원지방법원 인천지원 판사
- 1993년~1996년: 법원행정처 기획조정실 담당관
- 1997년~1998년: 서울지방법원 판사
- 1999년~2000년: 수원지방법원 부장판사
- 2005년~2006년: 부산고등법원 부장판사
- 2006년~2011년: 서울고등법원 부장판사
- 2006년~2009년: 숭실대학교 겸임교수
- 2010년~2011년: 서울고등법원 수석부장판사
- 2011년 5월~2012년 9월: 제49대 대전지방법원 법원장
- 2011년 6월: 제22대 대전광역시선거관리위원회 위원장
- 2012년 9월~2013년 3월: 서울가정법원 법원장
- 2013년 4월~2013년 11월: 제13대 서울중앙지방법원 법원장
- 2013년 4월~2013년 11월: 서울특별시선거관리위원회 위원장
- 2013년 12월~2017년 12월: 제23대 감사원 원장
- 2018년 1월~2023년: 법무법인 클라스 대표변호사
- 2018년 3월~2024년 3월: NC소프트 사외이사
  - NC소프트 사외이사후보추천위원회 위원장
- 2021년 3월~2022년 4월: 진에어 사외이사
  - 진에어 감사위원
  - 진에어 거버넌스위원
  - 진에어 사외이사후보추천위원
- 한국유엔봉사단 고문 및 자문위원단
- 국제-부울경미래포럼 이사장
- 2023년~: 법무법인 클라스한결 대표변호사

## 판결
서울형사지방법원에 재직하던 1990년 6월 1일에 <조선전사>, <실학파와 정다산> 등 북한 원전을 출판한 도서출판 청년사 대표 정성현에 대해 국가보안법상 이적표현물 반포 등으로 징역1년6월 자격정지2년 집행유예2년, 6월 5일에는 월간 노동해방문학에 노동자의 계급투쟁을 고취하는 내용을 게재한 노동문학사 편집장 김태종에 대해 같은 혐의로 징역1년 자격정지1년을 선고했다.
서울중앙지방법원에 재직하던 2003년 6월 4일에는 J대 의대 교수인 진보의련의 이모(39)씨에 대해 국가보안법 제7조를 적용하여 징역10월 자격정지1년 집행유예2년을 선고하면서 ‘진보와 연대를 위한 보건의료연합'에 대해“사회주의적 보건의료 실현을 목표로 한 이 단체는 ‘국민의 건강권’, 특히 사회적 약자의 건강권을 옹호하기 위한 보건의료운동단체가 아니라 국가변란을 선전·선동하는 행위가 목적인 이적단체에 해당한다”며 처음으로 이적단체로 판결하였다.(서울지법2002고합94)  